# Tetrastichus hippasus
Tetrastichus hippasus är en stekelart som först beskrevs av Walker 1839.  Tetrastichus hippasus ingår i släktet Tetrastichus och familjen finglanssteklar. Inga underarter finns listade i Catalogue of Life.